# Урибиру, Наполеон
Брихидо Наполеон Херонимо Урибуру Ареналес (8 октября 1836, Сальта — 8 сентября 1895, Буэнос-Айрес) — аргентинский военный, участвовавший в гражданских войнах в Аргентине, в Парагвайской войне, в завоевании пустыни и в завоевании Гран-Чако. Губернатор Национальной территории Чако (1875—1876) и губернатор Национальной территории Формоса (1891—1893).

## Происхождение семьи, рождение и юность
Родился 8 октября 1836 года в Сальте. Один из тринадцати детей Эваристо де Урибуру (1796—1885), брат будущего президента Аргентины Хосе Эваристо Урибуру. Его матерью была Мария Хосефа Альварес (1807—1890), дочь генерала Хуана Антонио Альвареса де Ареналеса (1770—1831). Он учился в Сальте и в молодом возрасте поступил на военную службу в провинциальную армию.

## Первые кампании
Наполеон Урибуру участвовал в нескольких кампаниях против коренного населения Гран-Чако и сражался во второй кампании против федералистов Ла-Риохи под предводительством генерала «Чачо» Пеньялосы в 1863 году. В том же году батальон, к которому он принадлежал, был переведен в провинцию Жужуй, где солдаты подняли мятеж. Урибуру преследовал их и разбил в Лос-Саусесе.
В 1864 году он принял участие в революции, с помощью которой его семья пыталась удержать власть, но в конечном итоге потерпела неудачу.
В 1865 году он отправился на Парагвайскую войну в качестве помощника генерала Венсеслао Паунеро. Он сражался в Корриентесе, Ятае, Уругвайане, Пеуахо, Пасо-де-ла-Патрия, Эстеро-Бельяко, Туюти, Бокероне и Курупайти.
Его отправили на войну против революционеров Колорадо, последних федералистов на северо-западе Аргентины, и он участвовал в преследовании Фелипе Варелы.

## Кампании в Чако
В 1869 году он сформировал новый кавалерийский батальон, состоящий из новобранцев из Сальты и Жужуя; Вместе с ними в следующем году он пересек весь регион Гран-Чако от Жужуя до побережья напротив Корриентеса, пройдя более тысячи километров по территориям без какого-либо белого населения и открыв новые пути. Он намеревался пойти по тому же пути, по которому шли унитарианцы Корриентеса, покинувшие Лавалье в 1841 году и вернувшиеся в Корриентес. По пути он подчинил себе нескольких вождей тоба и вичи и отправил большинство из них на работу в сельскохозяйственные колонии Сальта и Ресистенсия.
Как только он вернулся в Сальту, его отправили изгнать военный отряд, вторгшийся из Боливии на территорию современного Тартагала. В течение нескольких лет он был командующим на границе провинций Сальта и Жужуй в Чако в звании подполковника.
В июле 1875 года он занял пост губернатора Национальной территории Чако, министром стал майор Луис Хорхе Фонтана, а штаб-квартира располагалась в Вилья-Оксиденталь (ныне Вилья-Айес, напротив Асунсьона, на нынешней территории Парагвая). Он совершил важную экспедицию в глубь территории, победив в ходе своей кампании нескольких вождей. Он подавил эксплуатацию индейцев в мастерских в джунглях, где с ними обращались практически как с рабами.
Он переехал в Сан-Фернандо из-за всеобщего восстания племен тоба. Он пытался выступить посредником между сторонами, но в итоге применил жестокие репрессии к коренным народам во время экспедиции в апреле 1876 года, которая закончилась резней. Во время этой экспедиции несколько групп индейских воинов напали на город Сан-Фернандо, который в течение нескольких недель выдерживал ужасную осаду, пока Урибуру не удалось вернуться и победить их. Вождь Леонсито, возглавлявший атаку, в конечном итоге сдался.
Он перенес столицу территории на остров Серрито, но вскоре после этого перенес ее на постоянное место жительства в город Сан-Фернандо, который — в честь обороны, оказанной его жителями — был переименован в Ресистенсию и сегодня является столицей нынешней провинции Чако.
Наполеон Урибуру ушел с поста губернатора в октябре 1876 года.
Он вернулся, чтобы командовать границей Сальты, в форт Драгонес, близ Тартагала. Он реорганизовал и продвинул систему фортов на восток.

## Кампании в пустыне
В декабре 1878 года Наполеон Урибиру был направлен в провинцию Мендоса в качестве командующего 4-й дивизией армии, которая должна была осуществить завоевание пустыни под верховным командованием генерала Хулио Аргентино Роки. В апреле 1879 года он покинул Фуэрте-Сан-Мартин и со своими дивизиями прошел по долинам Анд к югу от Мендосы и к северу от Неукена, достигнув южной границы, установленной законом для кампании, на реке Неукен, недалеко от нынешнего Чос-Малаля.
Оценив свое положение как невыгодное, он решил, привлекая к решению своих офицеров через военный совет, продвигаться на юг, превысив установленный законом предел. Он перепробовал разные места для расположения лагеря своего подразделения и атаковал несколько лагерей индейцев пеуэнче и ранкель. Следует отметить, что, хотя ранкелес были врагами, преследуемыми с территории нынешней провинции Ла-Пампа, пеуэнчи не считались врагами, и их нападение не было оправдано ничем, кроме как простым завоеванием городов, которые никогда не конфликтовали с белым населением. По-видимому, он имел устное разрешение генерала Роки на вторжение к югу от реки Неукен.
Оттуда он направился в долину Рио-Негро, где встретился с генералом Рокой и другими дивизиями в Чоэле-Чоэле. В награду ему было присвоено звание полковника.
Как только генерал Рока стал президентом Аргентины, он включил нынешнюю провинцию Неукен в территорию, которая должна была войти в состав Аргентины. Это была легализация позиции Урибуру, и это решение даже не преследовало цели оправдать набегами коренных жителей региона Пампас, а лишь стремлением завоевать новые территории. В соответствии с этим решением Урибуру командовал самой западной колонной в кампании 1881 года под руководством генерала Конрадо Вильегаса, которая завершилась у озера Науэль-Уапи. Во время этой кампании он захватил в плен сотни индейцев «мансанерос» из племен главного вождя Сайуэке. Это были мирные индейцы, которые даже не участвовали в торговле краденым скотом, как индейцы севера этой территории, пеуэнчи вождей Реуке Кура и Пуррана. Отчаянная попытка защиты со стороны некоторых коренных народов привела к новым массовым убийствам.

## Последние годы
В 1882 году он был направлен в провинцию Тукуман, где посвятил себя в основном поддержке кандидата в президенты Дардо Рочи, основателя Ла-Платы. В 1888 году он был председателем Военного суда, а позднее инспектором границ восточной Патагонии и центрально-южного Чако.
В 1890 году он принял участие в Парковой революции, возглавив несколько кантонов, репрессии в ходе которой стоили правительственным войскам сотен жертв. Его уволили из армии, но в 1891 году он был амнистирован.
В 1891 году он был назначен губернатором Национальной территории Формоза. Он возглавил поход против коренного населения своей территории.
Его последней должностью была должность директора военного арсенала во время президентства его брата Хосе Эваристо Урибуру.
Он умер от рака горла в Буэнос-Айресе 8 сентября 1895 года, за месяц до своего 57-летия, и его останки покоятся на кладбище Реколета.

## Наследие
В настоящее время его имя носит проспект в городе Формоса. В его честь в 1895 году на острове Апипе-Гранде в провинции Корриентес была основана колония под названием Колония Генерала Урибуру, которая в настоящее время называется Пуэрто-Вискаино. Ранее, в 1894 году, в честь его имени в провинции Ла-Пампа был основан город под названием Генерал Урибуру, который позже стал называться просто Урибуру.